# Sauterdurchmesser
Der Sauterdurchmesser ist eine Kenngröße einer Partikelgrößenverteilung. Der Sauterdurchmesser ist der Durchmesser einer Kugel, die dasselbe Verhältnis von Volumen zu Oberfläche aufweist wie ein nicht kugelförmiges Partikel oder eine Schüttung mehrerer Partikel unterschiedlicher Größe.
Das korrekte Formelzeichen für den Sauterdurchmesser ist nach DIN ISO 9276-2:
{\displaystyle {\bar {x}}_{1,2}}
Weit verbreitet in der Literatur finden sich u. a. aber auch folgende Bezeichnungen (d äquivalent zu x, mit und ohne Komma, oft ohne Makron aufgrund von Softwarelimitierungen):
{\displaystyle {\bar {x}}_{1,2}=d_{32}=\mathrm {SMD} =D_{\mathrm {S} }}

## Bedeutung

### Festkörper und Flüssigkeiten
Verwendet wird der Sauterdurchmesser vor allem zur Beschreibung von Partikelgrößenverteilungen von Feststoffen (z. B. Sand) und zerkleinerten Flüssigkeiten (z. B. Tropfen in Sprays oder Emulsionen).
Mathematisch ist der Sauterdurchmesser so formuliert:
{\displaystyle {\bar {x}}_{1,2}={\frac {6}{S_{\mathrm {V} }}}={\frac {6\cdot V_{\mathrm {ges} }}{S_{\mathrm {ges} }}}}
wobei die volumenbezogene innere Oberfläche
{\displaystyle S_{\mathrm {V} }={\frac {S_{\mathrm {ges} }}{V_{\mathrm {ges} }}}}
der Quotient aus der gesamten Oberfläche {\displaystyle S_{ges}} und dem gesamten Volumen {\displaystyle V_{ges}} der Partikel ist.
Ähnlich wie die spezifische Oberfläche kann der Äquivalentdurchmesser durch Formfaktoren beschrieben werden.

### Poröse Feststoffe
Eine weitere Anwendung ist die Beschreibung poröser Feststoffe. Hierbei wird in der mathematischen Formulierung mehr Wert auf die Porosität gelegt:
{\displaystyle {\bar {x}}_{1,2}={\frac {6\cdot (1-\epsilon )}{\sigma }}}
mit
- der Porosität {\displaystyle \epsilon }; sie ist das freie Volumen (Porenvolumen) im Verhältnis zum gesamten Volumen (Porenvolumen + Teilchenvolumen)
- der volumenbezogenen inneren Oberfläche  {\displaystyle \sigma }; sie ist die gesamte innere Oberfläche im Verhältnis zum gesamten Volumen.

Der poröse Festkörper kann z. B. aus dicht gepackten, an den Berührungsstellen zusammenhaftenden oder versinterten Teilchen bestehen, zwischen denen räumlich vernetzte durchgehende Poren frei sind.
Besteht der poröse Festkörper aus einer Packung von {\displaystyle n} gleich großen Kugeln vom Radius {\displaystyle R} im Gesamtvolumen {\displaystyle V}, so gilt:
{\displaystyle \epsilon =1-{\frac {V_{\mathrm {Kugeln} }}{V}}=1-{\frac {n\cdot {\frac {4}{3}}\cdot \pi \cdot R^{3}}{V}}}
und 
{\displaystyle \sigma ={\frac {A_{\mathrm {Kugeln} }}{V}}={\frac {n\cdot 4\cdot \pi \cdot R^{2}}{V}}}
Für den Sauterdurchmesser folgt daraus:
{\displaystyle \Rightarrow {\bar {x}}_{1,2}=2\cdot R}
also gerade der Kugeldurchmesser.
Der Sauterdurchmesser ist eine wichtige Größe bei der statistischen Beschreibung von Flüssigkeits- oder Gasströmungen durch poröse Festkörper. So besteht zwischen der Strömungsgeschwindigkeit {\displaystyle \mathbf {v} }, die lokal über mehrere Porendurchmesser gemittelt wurde, und dem ebenfalls lokal gemittelten Druckgradienten {\displaystyle \nabla p} ein linearer Zusammenhang:
{\displaystyle \nabla p={\frac {\eta \cdot \mathbf {v} }{B}}}
mit
- der Viskosität {\displaystyle \eta } der Flüssigkeit oder des Gases
- der Durchlässigkeit {\displaystyle B} des porösen Festkörpers.

Bei geometrisch ähnlicher Struktur, also auch gleicher Porosität, ist die Durchlässigkeit proportional zum Quadrat des Sauterdurchmessers:
{\displaystyle B\sim {\bar {x}}_{1,2}^{2}}